# エスファハーン州
エスファハーン州（エスファハーンしゅう、ペルシア語: استان اصفهان, ラテン文字転写: Ostān-e Eṣfahān）はイランの州（オスターン）。イラン中央部にあって州都はエスファハーン。

## 名称
前近代の発音はイスファハーンで、この名でも知られる。

## 歴史
歴史上の記録では、エスファハーンが最初に登場するのは軍事基地としてである。軍事基地の存在によって提供される保護は住民の集住をもたらし、やがて居留地へと発展、成長することになる。史料に残るエスファハーン州のこのような城砦ではアッターシュ・ガーフ、サルーイーイェ、タバロク、コハーン・デジュ、ギャルド・デジュなどがあり、最も古いものとしてガルエ・セフィードと先史時代からのタミージャーンなどがある。
17世紀から18世紀には、エスファハーン州はサファヴィー朝の首都エスファハーンを擁して非常に繁栄した。一方、カーシャーンはサファヴィー朝の離宮所在地であった。

## 地理と気候
エスファハーン州の面積は約107,027km²、イラン中央部に位置する。北はマルキャズィー州、ゴム州、セムナーン州、南はファールス州、コフギールーイェ・ブーイェル＝アフマド州、東はヤズド州、西にロレスターン州、チャハール＝マハール・バフティヤーリー州と境を接する。
エスファハーン州の気候は乾燥して穏やかで、最高気温40.6度、最低気温10.6度、年間平均気温16. 7度、年間降水量は116.9mmである。エスファハーンの街でははっきりとした四季を感じることができる。
| エスファハーンの気候               | エスファハーンの気候 | エスファハーンの気候 | エスファハーンの気候 | エスファハーンの気候 | エスファハーンの気候 | エスファハーンの気候 | エスファハーンの気候 | エスファハーンの気候 | エスファハーンの気候 | エスファハーンの気候 | エスファハーンの気候 | エスファハーンの気候 | エスファハーンの気候 |
| 月                                 | 1月                  | 2月                  | 3月                  | 4月                  | 5月                  | 6月                  | 7月                  | 8月                  | 9月                  | 10月                 | 11月                 | 12月                 | 年                   |
| ---------------------------------- | -------------------- | -------------------- | -------------------- | -------------------- | -------------------- | -------------------- | -------------------- | -------------------- | -------------------- | -------------------- | -------------------- | -------------------- | -------------------- |
| 最高気温記録 °C （°F）             | 20 (68)              | 23 (73)              | 27 (81)              | 32 (90)              | 37.6 (99.7)          | 41 (106)             | 43 (109)             | 42 (108)             | 39 (102)             | 33.2 (91.8)          | 25.5 (77.9)          | 21.2 (70.2)          | 43 (109)             |
| 平均最高気温 °C （°F）             | 9.2 (48.6)           | 12.5 (54.5)          | 17.0 (62.6)          | 22.7 (72.9)          | 28.2 (82.8)          | 34.3 (93.7)          | 36.7 (98.1)          | 35.6 (96.1)          | 31.8 (89.2)          | 25 (77)              | 17 (63)              | 11 (52)              | 23.42 (74.16)        |
| 平均最低気温 °C （°F）             | −2.5 (27.5)          | −0.4 (31.3)          | 4.1 (39.4)           | 9.3 (48.7)           | 13.7 (56.7)          | 18.5 (65.3)          | 21.0 (69.8)          | 19.1 (66.4)          | 14.7 (58.5)          | 8.9 (48)             | 3.2 (37.8)           | −1 (30)              | 9.05 (48.29)         |
| 最低気温記録 °C （°F）             | −19.4 (−2.9)         | −12.2 (10)           | −6.2 (20.8)          | −4 (25)              | 4.5 (40.1)           | 10 (50)              | 13 (55)              | 11 (52)              | 5 (41)               | 0 (32)               | −8 (18)              | −13 (9)              | −19.4 (−2.9)         |
| 降水量 mm （inch）                 | 19.9 (0.783)         | 14.2 (0.559)         | 21.7 (0.854)         | 18.9 (0.744)         | 8.7 (0.343)          | 1.2 (0.047)          | 1.7 (0.067)          | 0.3 (0.012)          | 0.1 (0.004)          | 3.9 (0.154)          | 12.5 (0.492)         | 19.7 (0.776)         | 122.8 (4.835)        |
| 平均降水日数 （≥1.0 mm）           | 4.0                  | 2.9                  | 4.1                  | 3.4                  | 2.0                  | 0.3                  | 0.3                  | 0.1                  | 0.0                  | 0.8                  | 2.2                  | 3.8                  | 23.9                 |
| % 湿度                             | 60                   | 50                   | 43                   | 40                   | 34                   | 25                   | 25                   | 26                   | 28                   | 38                   | 50                   | 60                   | 39.9                 |
| 平均月間日照時間                   | 203.6                | 216.8                | 243.7                | 250.0                | 308.7                | 348.3                | 349.4                | 339.7                | 311.3                | 281.5                | 224.2                | 197.0                | 3,274.2              |
| 出典：Synoptic Stations Statistics |                      |                      |                      |                      |                      |                      |                      |                      |                      |                      |                      |                      |                      |

## 行政区分
エスファハーン州には総計18郡（シャフレスターン）、38地区（バフシュ）、67市（シャフル）、2470行政村区（デヘスターン）を擁する。
1. アーラーン・ヴァ・ビードゴル郡（英語版）
2. アルデスターン郡（英語版）
3. バルホヴァール郡（英語版）
4. Buin va Miandasht郡（fa） - en:Buin va Miandasht
5. en:Chadegan County
6. en:Dehaqan County
7. ファラーヴァルジャーン郡（英語版）
8. ファリーダン郡（英語版）
9. フェレイドゥーネ・シャフル郡（英語版）
10. ゴルパーイェガーン郡（英語版）
11. エスファハーン郡 - 州都エスファハーン
12. カーシャーン郡（英語版） - カーシャーン
13. ホメイニー・シャフル郡（英語版）
14. en:Khur and Biabanak County
15. フヴァーンサル郡（英語版）
16. ランジャーン郡（英語版）
17. モバーラケ郡（英語版）
18. ナーイーン郡（英語版）
19. ナジャファーバード郡（英語版）
20. ナタンズ郡（英語版）
21. セミーロム郡（英語版）
22. シャーレザー郡（英語版）
23. シャーヒンシャフレ・イ・メイメ郡（英語版）
24. en:Tiran and Karvan County

## 産業
エスファハーン州はイランの産業中心地の一つでもあり、テヘラン州には及ばないが、1990年代の急速な発展により、著しく重要性を増した。
主要な産業は、製鉄、製鋼などの鉄鋼産業、国防産業（特にエスファハーン核技術・研究センターと関連施設、イラン航空機製造工業など）、医療品加工、ポリアクリル工業、繊維織物、および手工業である。

## 住民
2000年のセンサス予備調査によれば、州の人口は3,923,255人、うち74.3%が都市部に、25.7%が農村部に住む。識字率は87%である。

### 民族
エスファハーン州は今日でも多様な民族性をもつ州である。州内の住民のほとんどはペルシア人であるが、バフティヤーリー族（Bakhtiari）、アルメニア人、ユダヤ人、そしてある程度のアザリー（アゼルバイジャン人）も生活している。

### 言語
公用語はペルシア語であるが、それぞれのコミュニティではヘブル語、アザリー語（アゼルバイジャン・トルコ語）、ロル語などが語られている。

## 文化
エスファハーン州は詩人などを輩出したことで有名である。
エスファハーン州にはエスファハーンの街以外にも多くの観光地がある。たとえばカーシャーンをはじめ、イラン最古のモスクのあるナーイーン、自生のバラが咲くガムサールなどがある。

### 高等教育機関
州内の主要な高等教育機関は以下の通り。
- エスファハーン医科大学
- エスファハーン工科大学
- カーシャーン医科大学
- エスファハーン大学
- カーシャーン大学
- エスファハーン社会福祉介護大学
- イスラーム自由大学エスファハーン
- イスラーム自由大学ホメイニーシャフル
- イスラーム自由大学ホラースガーン
- イスラーム自由大学シャーレザー
- イスラーム自由大学シャフレ・マジュレスィー
- イスラーム自由大学ファラーヴァールジャーン
- イスラーム自由大学モバーラケ
- イスラーム自由大学ナーイーン
- イスラーム自由大学ナジャファーバード
- ゴルパーイェガーン工科大学
- アシュラーフ・イスファハーニー研究大学
- エスファハーン芸術大学
- マレク・アシュタール工科大学
- 国防科学技術大学